# Thomas J. Watson Research Center

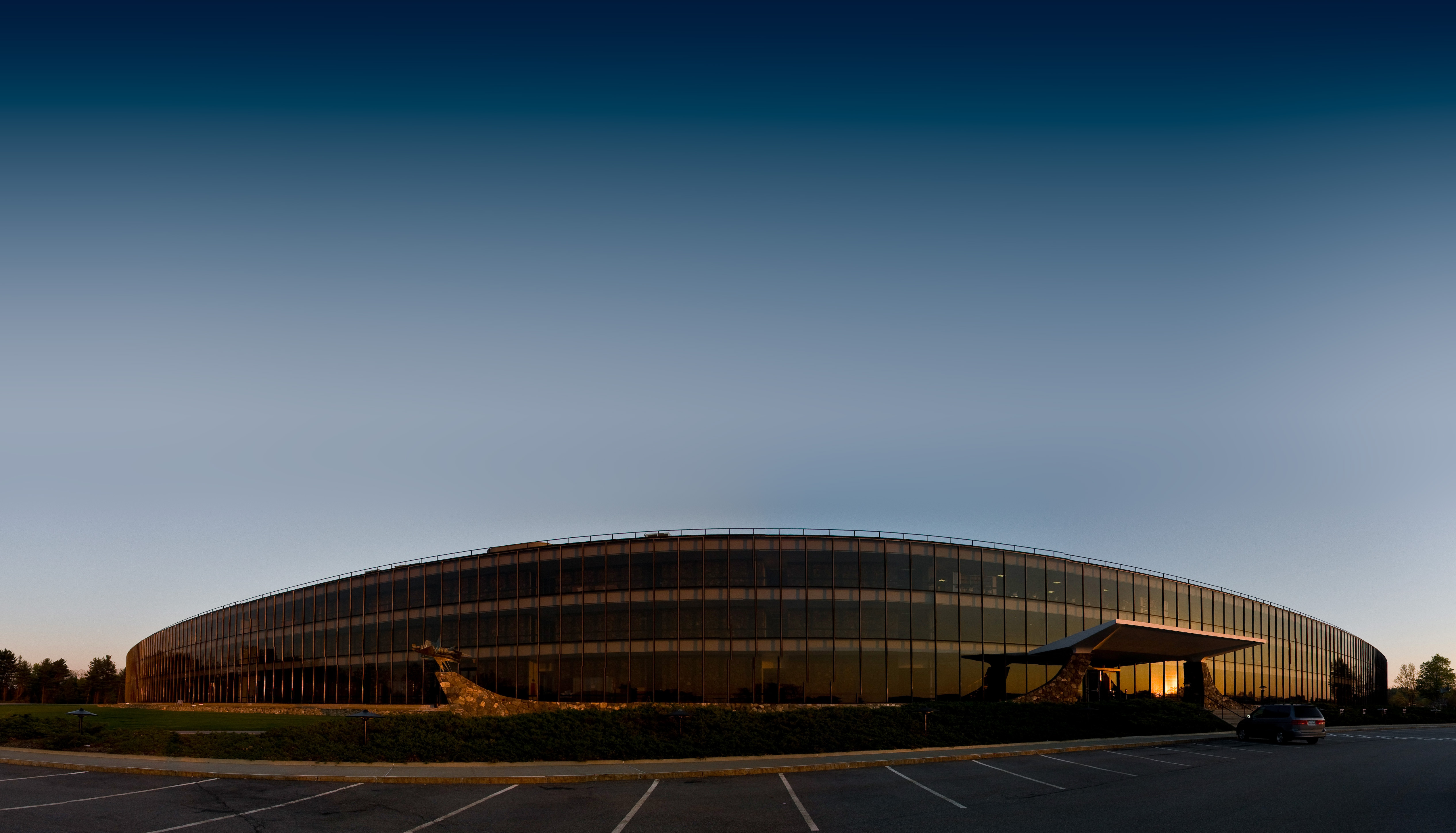
Thomas J. Watson Research Center, hoofdkantoor in Yorktown Heights

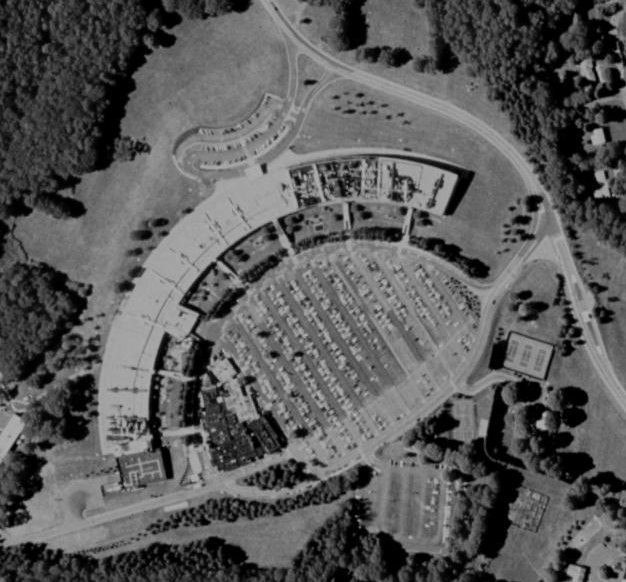
Luchtfoto van het hoofdkantoor

Het Thomas J. Watson Research Center is het hoofdkantoor van IBM Research. Het bestaat uit drie verschillende locaties: het hoofdgebouw is gevestigd in Yorktown Heights (New York), twee andere gebouwen bevinden zich in Albany (New York) en in Cambridge (Massachusetts).

## Geschiedenis
Het onderzoekscentrum is vernoemd naar Thomas John Watson senior en Thomas John Watson junior, die elk op hun beurt voorzitter en CEO van IBM waren van 1914 tot 1956 en van 1956 tot 1971.
Het centrum werd in 1945 opgericht aan de Columbia University als het Watson Scientific Computing Laboratory, gevestigd op 116th Street in New York. In 1953 breidde het centrum uit naar 115th Street. In 1961 werd het onderzoekscentrum verplaatst naar Yorktown Heights en in 1984 werd het uitgebreid met een gebouw in Hawthorne. In 2012 werd de locatie in Hawthorne gesloten en verhuisden de werknemers naar Yorktown Heights.

## Onderzoek
In het centrum wordt onderzoek gedaan op het vlak van hardware (natuurwetenschappen en halfgeleiders), diensten (bedrijfsmodellering, advies en operationeel onderzoek), software (programmeertalen, beveiliging, spraakherkenning, gegevensbeheer en samenwerkingstools) en systemen (besturingssystemen en serverontwerp).
Dit onderzoek leidde tot verschillende technologische en wetenschappelijke doorbraken in de 20e en 21e eeuw, waaronder de uitvinding van DRAM, de programmeertaal FORTRAN en de relationele database.
Bekende medewerkers van het centrum waren of zijn onder andere Benoît Mandelbrot, Gregory Chaitin, Michael O. Rabin, Robert H. Dennard, Dana Scott, Frances Allen, John Cocke, Ken Iverson, Wietse Venema, Harry Markowitz en Leo Esaki.

## Supercomputers
Sinds november 2010 herbergt het centrum drie TOP500-supercomputers. Het oudste en nog steeds snelste systeem is BGW (Blue Gene Watson), een BlueGene/L-systeem ontworpen voor simulaties van eiwitvouwing.
Een andere bekend systeem is Watson, een AI-systeem dat vragen in natuurlijke taal kan beantwoorden en dat in februari 2011 verschillende spelletjes Jeopardy! (bij ons beter gekend als Waagstuk) won tegen menselijke kandidaten.